# Берлинер, Ален
Ален Берлинер (фр. Alain Berliner, род. 21 февраля 1963) — бельгийский сценарист, режиссёр, продюсер.

## Биография
Ален Берлинер родился 21 февраля 1963 года в Брюсселе.
Начинал ассистентом у режиссёра Фредерика Сойше в его короткометражной ленте «Реквием для курильщика» (1985) с Сержем Генсбуром в одной из ролей. В 1996 году за представленный на конкурс документальный фильм «Ничей бизнес» получил награду чикагского Исследовательского фонда пенсионеров за лучший независимый фильм.
Первой полнометражной художественной картиной стал фильм «Моя жизнь в розовом цвете» (1997), получивший хорошие отзывы, ставший победителем ряда фестивалей и удостоенный премии «Золотой Глобус» как лучший фильм на иностранном языке.
В 2010 году снял фильм «Шагреневая кожа», экранизацию одноименного романа Оноре де Бальзака.

## Фильмография
- 1997 — Моя жизнь в розовом цвете / Ma vie en rose
- 1998 — Стена / Le mur
- 2000 — Две жизни / Passion of Mind
- 2007 — Зачарованные танцем / J’aurais voulu être un danseur
- 2009 — Компаньоны / Les Associes
- 2010 — Шагреневая кожа / La peau de chagrin

## Награды и номинации

### Награды
- Премия «Золотой глобус» за лучший фильм на иностранном языке («Моя жизнь в розовом цвете»)
- «Хрустальный глобус» Международного кинофестиваля в Карловых Варах («Моя жизнь в розовом цвете»)
- «Золотой лебедь» Фестиваля романтического кино в Кабуре («Моя жизнь в розовом цвете»)
- Специальный приз международной федерации кинопрессы ФИПРЕССИ Международного кинофестиваля в Сараево («Моя жизнь в розовом цвете»)
- Награда жюри Международного кинофестиваля в Форт-Лодердейле за лучший фильм («Моя жизнь в розовом цвете»)
- Награда Международного кинофестиваля в Форт-Лодердейле за лучший фильм на иностранном языке («Моя жизнь в розовом цвете»)
- Награда Международного кинофестиваля «Молодость» в Киеве за лучший полнометражный фильм («Моя жизнь в розовом цвете»)
- Награда Альянса геев и лесбиянок против диффамации за лучший фильм («Моя жизнь в розовом цвете»)
- Награда Международного фестиваля лесби и гей фильмов в Сиэтле («Моя жизнь в розовом цвете»)
- Премия имени Жозефа Плато («Моя жизнь в розовом цвете»)

### Номинации
- Премия BAFTA за лучший фильм на иностранном языке («Моя жизнь в розовом цвете»)
- Премия «Сезар» за лучший дебют («Моя жизнь в розовом цвете»)
- Премия «Спутник» за лучший фильм на иностранном языке («Моя жизнь в розовом цвете»)
- Премия Общества кинокритиков Австралии за лучший иностранный фильм («Моя жизнь в розовом цвете»)
- Премия имени Жозефа Плато лучшему бельгийскому режиссёру («Моя жизнь в розовом цвете»)
- Приз зрительских симпатий Международного кинофестиваля в Сан-Паулу («Моя жизнь в розовом цвете»)